# 罐裝食品

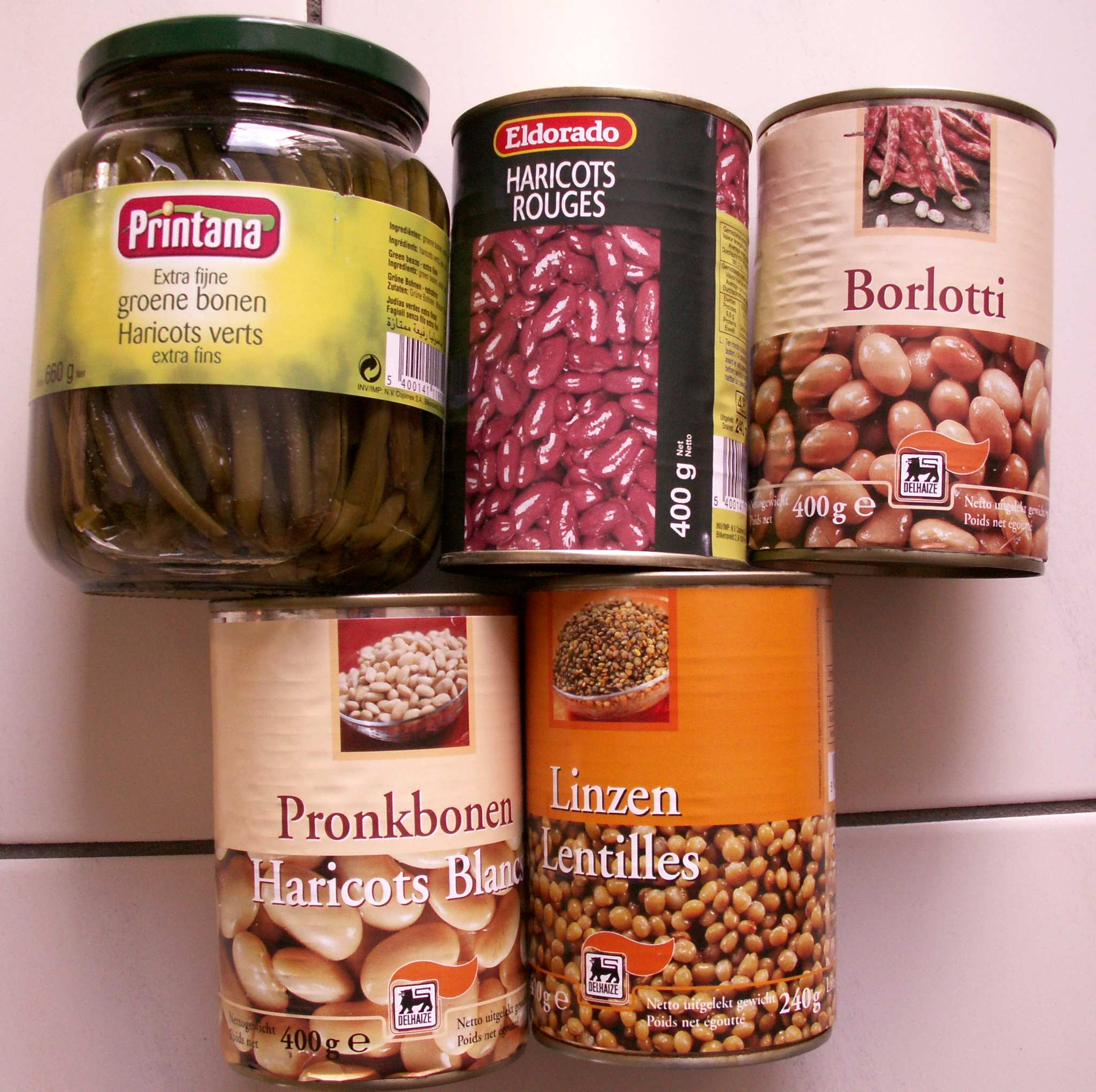
加拿大罐裝品

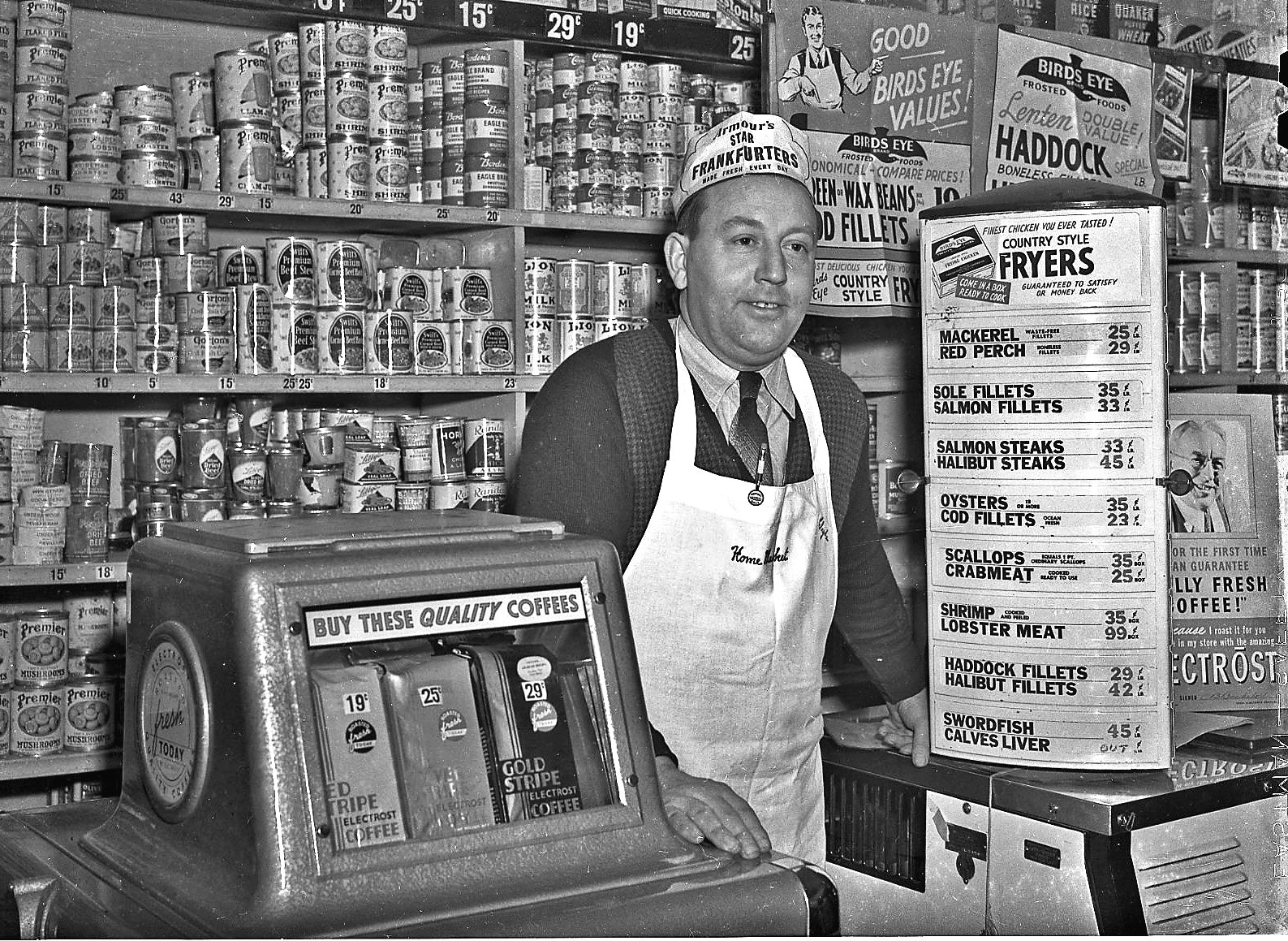
1941年美國罐裝食品專賣店

罐裝食品，是指一种通过密封来保存食品的技术，可以使用金属罐头、玻璃罐子（特别是梅森罐）、软罐头等容器。食物一般是先被放進罐內密封，然后再被高溫灭菌處理。（也有使用其他较弱的消毒方法，或者颠倒两步顺序的食品。）罐装密封的食品也叫做罐頭食品。
罐頭食品的種類廣泛，包括肉類、海鮮、蔬菜、水果及湯等。罐裝食品现在主要是在工厂内制作，但也可以在家中自制。
罐头食品通常无需防腐剂，可保存一到五年。美国农业部指出，罐头只要密封完整，未经冷冻、高温（超过90 °F（32 °C）），即可安全食用。番茄、水果等高酸性罐头的赏味期限为1到1.5年，超过后可能略失品质；肉、菜等低酸性罐头的赏味期限为2到5年。1974年从Bertrand 号蒸汽船残骸中打捞出了109年前生产的罐头食品，经过检测发现仍然无菌可食，只是色香味已失。

## 罐头的由来
18世纪末，法国將領拿破仑率军征战四方，由于战线太长，大批食品运到前线后便会腐烂变质，他希望解决打仗行军时储粮的问题，于是他悬赏巨额12,000法郎，如果有人能发明防止食品变质的技术和装备，就賞他这笔巨款。
法国的许多科学家为此苦思冥想，当时有一位厨师叫尼古拉·阿佩爾（Nicolas Appert, 1749-1841），曾在酸菜工厂、酒厂、糖果店和饭馆当过工人。他在贩卖果浆、葡萄酒等食品时，发现有些往往变坏，而有些却不易变坏。他又偶然发现，密封在玻璃容器里的食品如果经过适当加热，便不易变质，他从中受到了很大启发。于是，阿佩尔回应政府的悬赏，对食品保藏的方法进行专门研究。他经过十年的艰苦研究，终于在1804年获得成功。他将食品处理好，再装入广口瓶内，全部置于沸水锅中，加热30-60分钟后，趁热用软木塞塞紧，再用线加固或用蜡封死，這項技術在1810年獲得專利後公開。这种办法，就能较长时间保藏食品而不腐烂变质。这就是现代罐头的雏形。
阿佩尔获得了拿破仑颁发的奖金，更开设了一间工厂，为法军提供食物。阿佩尔的玻璃罐头问世后不久，英國商人彼得·杜蘭研制出薄钖铁制成的錫罐，并在英国获得了专利，此項專利後來被霍爾（Hall）、甘伯（Gamble）及董金（Donkin）取得。为现时常用的铁罐头的始祖。
1862年，法国生物学家巴斯德发表论文，阐明食品腐败是细菌所致。于是，罐头工厂采用蒸气杀菌技术，使罐头食品达到绝对无菌的标准。现今的铝箔包装罐头则在20世纪的美国诞生。

## 方法

### 消毒或灭菌
罐装的食品要防止腐败，就需要阻止微生物的繁殖。罐头的处理方法有各种降低微生物数量的消毒方式，例如巴氏消毒法、高温水浴，也可以使用冷藏、冷冻、干燥、真空、辐照等方式处理，或者借助食物中的抗菌剂、渗透压等因素。
完全灭菌是唯一一种完全可靠的方式。灭菌要在特别的高压锅里完成，是因为肉毒杆菌的芽孢需要116–130 °C的温度才能杀灭。有些罐头就是在高温灭菌的时候煮熟的。
从公众健康的角度看，酸度较低（pH > 4.6）的食品必须经过完全灭菌处理，不然就有导致肉毒杆菌中毒的风险。大部分蔬菜、肉类（包括海鲜、禽类）、奶类都必须高压灭菌。酸度够高（pH ≤ 4.6）的食品可以使用一般的沸水水浴（100 °C）消毒，是因为酸度足够抑制肉毒杆菌芽孢。水果、腌菜，以及其他加了酸的食品属于此类。